# Westerngriff
Der Westerngriff ist ein extremer Vorhandgriff beim Tennis, der einen deutlich stärkeren Topspin-Schlag ermöglicht, weil während der Schlagbewegung genügend Raum für die Abwärts- und Aufwärtsbewegung des Schlägerkopfes vor dem Treffpunkt des Balls vorhanden ist. Der Treffpunkt des Balls liegt hierbei weit vor dem Körper. Der Ball verliert dabei jedoch Geschwindigkeit, weil er am Ende einer überwiegend horizontalen Schlägerbewegung bei einer stark zunehmenden aufsteigenden Schlägerführung getroffen wird. Der Westerngriff wird unter anderem vom Tennisprofi Rafael Nadal verwendet. Früher war dieser Vorhandgriff verbreitet (z. B. Björn Borg und Guillermo Vilas).
Als Abwandlung des Westerngriffs gibt es den Semi-Westerngriff.